# Emil Berger (Jurist)
Emil Berger (* 5. März 1902 in Oppeln, Provinz Schlesien; † 9. November 1975) war ein deutscher Rechtswissenschaftler und Richter am Bundesfinanzhof.

## Leben
Berger studierte Rechtswissenschaften an den Universitäten Tübingen und Breslau. Nachdem er beide Staatsexamina abgelegt hatte und zum Dr. iur. promoviert worden war, trat er in die Reichsfinanzverwaltung in Beuthen ein. Dort wurde er unter anderem an den Finanzämtern in Neiße, Hindenburg, Hirschberg und Breslau eingesetzt und erregte durch gute Arbeitsleistungen die Aufmerksamkeit seiner Vorgesetzten. Ab 1940 war er daher als Dozent an der Reichsfinanzschule Wöllershof tätig.
Nach Wehrdienst und Kriegsgefangenschaft war Berger zunächst an der Oberfinanzdirektion Nürnberg tätig, bevor er als Finanzgerichtsrat am Finanzgericht Nürnberg in den Richterdienst eintrat. Nachdem Berger zum Finanzgerichtsdirektor aufgestiegen war, wurde er 1957 zum Richter am Bundesfinanzhof gewählt. Ab 1962 fungierte er zudem als Schriftleiter der Zeitschrift Deutsches Steuerrecht (DStR). In dieser Zeitschrift veröffentlichte er auch einige Beiträge. Zum 1. April 1968 wurde Berger Senatspräsident am Bundesfinanzhof. 1970 ging er in den Ruhestand. Im selben Jahr wurde er mit dem Großen Verdienstkreuz der Bundesrepublik Deutschland ausgezeichnet.

## Werke (Auswahl)
Berger trat insbesondere durch Publikationen zum Steuerrecht hervor. Sein Werk Der Steuerprozeß war wegweisend für die Etablierung eines rechtsstaatlich fundierten steuerrechtlichen Verfahrens.
- Die Reichsabgabenordnung nach ihren Schwerpunkten für die Praxis. Dr. Carl Wurm, Straubing 1953.
- Der Steuerprozeß. C.H. Beck, München 1954.